# Chiesa di Sant'Amada
La chiesa di Sant'Amada (o Santa Dorotea) è un edificio religioso situato ad Abbasanta, centro abitato della Sardegna centrale. Consacrata al culto cattolico, fa parte della parrocchia di Santa Caterina d'Alessandria, arcidiocesi di Oristano.

La chiesa, eretta in forme gotico-aragonesi, risale al XVI secolo.